# Aptera Motors

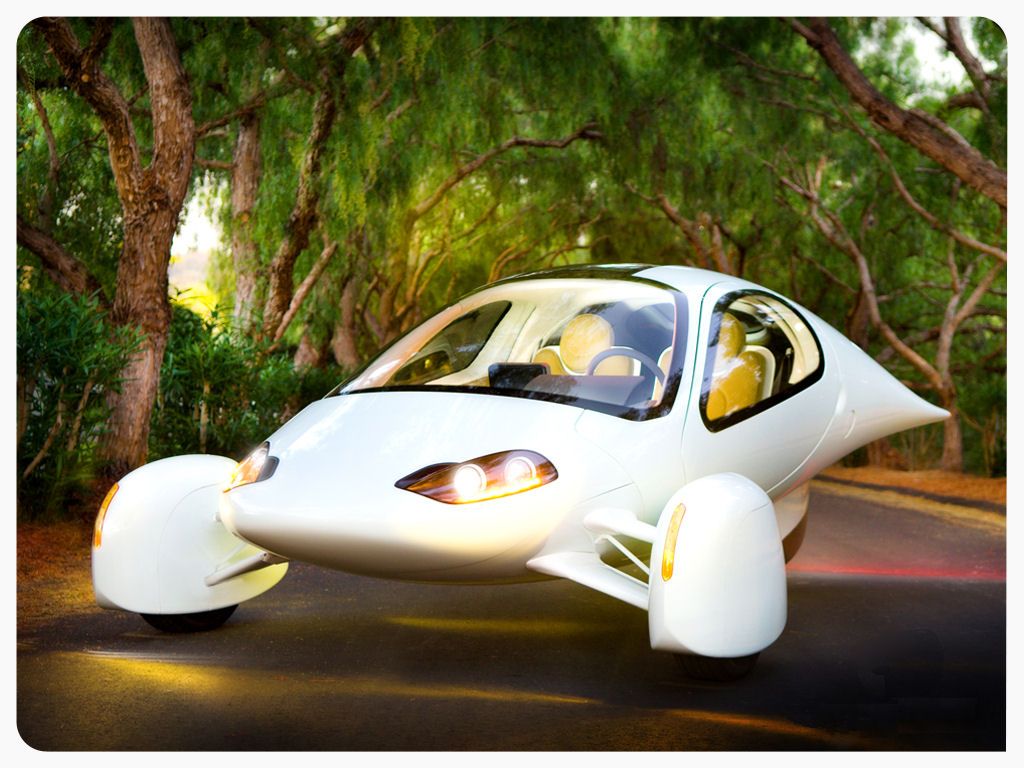
Aptera Typ-1.

Aptera Motors foi uma empresa americana fundada por Steve Fambro e Chris Anthony, com o objetivo de construir veículos com uso eficiente de energia. Em 2014, a empresa encerra as atividades devido à falta de investimentos.

## Modelos
- Typ-1e
- Typ-1h
- typ-1 solar